# 와지 간격
와지 간격(和字間隔 와지칸카쿠[*])는 일본어의 문자에서의 한 문자 분량의 폭이나 크기를 가진 공백이며, 단락의 시작이나 하이쿠 · 단가 등의 토막에 둔다. 세로쓰기의 경우는 한자 한 문자 분량의 크기가 되며, 가로쓰기 시에는 한자 한 문자 분량의 폭이 된다. 한 문자 분량의 크기 및 폭을 전각이라는 것에서 흔히 전각 공백(全角スペース 젠카쿠스페스[*])라고 불린다. 조판에서는 전각 아키(全角アキ 젠카쿠아키[*])라고 불린다. 라틴 문자에서의 공백 문자와는 의미가 다소 다르다.
JIS X 0208에서의 1-1, JIS X 0213에서의 1-1-1로 정의되고 있으며, ASCII 등에 존재하는 공백과는 다르다. 유니코드에서는 U+3000의 IDEOGRAPHIC SPACE로 중국어 등에서의 유형 문자와 포섭되고 있다.
JIS X 4051에서는 일본어 한 문자의 간격을 와지 간격이라는 것에 대해서 라틴 문자에서의 공백을 구문 간격으로 하고 있다.

## 사용예
와지 간격의 사용방법 예

1. 제목은 3칸을 띄어서 4번째 칸부터 적는다.
2. 이름은 아래의 1칸을 비우도록 하며, 성과 이름은 1칸을 띄운다.
3. 서두는 앞의 1칸을 띄어서 2번째 칸부터 적는다.
4. 소제목은 앞뒤로 행을 1줄 비우며, 2칸을 띄운 3번째 칸부터 적는다.
5. 구두점, 닫는 괄호는 행의 머리에 오지 않도록 한다.

1. 타이틀은 3 와지 간격 분량에 해당된다.
2. 서명 아래는 1 와지 간격에 비우게 되며, 명자와 이름 사이에는 1 와지 간격을 비운다.
3. 단락의 시작은 1 와지 간격을 비운다.
4. 소표제 앞은 2 와지 간격을 비운다.

위 이외에도 아래와 같은 예가 있다.
- 물음표("?")나 느낌표("!") 뒤에 와지 간격을 비우는 것에 사용한다.[1]
- 단가나 하이쿠에서 구의 구별에 사용한다.

## 그 외
컴퓨터 프로그램의 소스 코드에서 와지 간격을 입력했을 경우에는 공백과 동일하게는 취급되지 않는다(구문 분석의 토큰 구분으로 본다) 언어가 많은 한편으로 토큰 구분의 일종으로 가정해버리는 환경도 존재하는 것에서, 호환성이 있는 것의 소스 코드를 다른 환경에서 복사&붙여넣기했을 때, 정상으로 작동하지 않는 것이 있으며, 주의가 필요하다. 이것은 컴퓨터에서 일본어를 입력하는 경우에서 말할 수 있는 것이다.

## 부호 위치
| 기호 | 유니코드 | JIS X 0213 | 문자 참조         | 명칭                                  |
| ---- | -------- | ---------- | ----------------- | ------------------------------------- |
|      | U+3000   | 1-1-1      | &#x3000; &#12288; | 와지 간격, 和字間隔 IDEOGRAPHIC SPACE |

## 같이 보기
- 공백 문자